# Evacuazione della Prussia Orientale
(Antony Beevor, Berlino 1945)
Con evacuazione della Prussia Orientale (in tedesco Evakuierung von Ostpreußen; in russo Эвакуация Восточной Пруссии?) si intende lo spostamento della popolazione civile e del personale militare tedesco dalla regione tedesca e dal Territorio di Memel avvenuto tra il 20 gennaio e il marzo del 1945, inizialmente organizzato e gestito dalle autorità statali naziste, ma presto trasformato in una caotica fuga dell'Armata Rossa.
Questi eventi, che facevano parte dell'evacuazione dei civili tedeschi verso la fine della seconda guerra mondiale, non devono essere confusi con l'espulsione dalla Prussia Orientale avvenuta dopo la fine della guerra. L'area che fu evacuata non era il Gau della Prussia Orientale, ma la Prussia Orientale interbellica, dove la maggior parte delle persone possedeva già la cittadinanza tedesca. All'evacuazione presero parte anche cittadini tedeschi di Memel e di altre regioni vicine alla Prussia Orientale, che desideravano fuggire via mare, anche se nelle loro regioni non era stata annunciata alcuna evacuazione ufficiale.
L'evacuazione, ritardata da mesi, fu avviata per paura dell'avanzata dell'Armata Rossa durante l'offensiva della Prussia Orientale. Alcune parti dell'evacuazione furono pianificate come necessità militare, essendo l'Operazione Annibale l'operazione militare più importante coinvolta nell'evacuazione appunto. Tuttavia, molti rifugiati scesero in strada di propria iniziativa a causa delle segnalazioni di atrocità sovietiche contro i tedeschi nelle aree sotto il controllo sovietico. Sia i resoconti falsi che quelli reali delle atrocità sovietiche furono diffusi attraverso le notizie ufficiali e i mezzi di propaganda della Germania nazista e da voci che si diffusero tra le popolazioni militari e civili.
Nonostante avessero piani di evacuazione dettagliati per alcune aree, le autorità tedesche, compreso il Gauleiter della Prussia Orientale, Erich Koch, ritardarono l'azione fino al 20 gennaio, quando era troppo tardi per un'evacuazione ordinata, e i servizi civili e il Partito Nazionalsocialista Tedesco dei Lavoratori furono infine sopraffatti dall'evacuazione. Molte migliaia di rifugiati morirono durante il periodo di evacuazione; diverse furono le cause: il panico causato dalla velocità dell'avanzata sovietica, l'elevato numero di civili coinvolti nel mezzo dei combattimenti e il rigido clima invernale. Le forze sovietiche presero il controllo della Prussia Orientale solo nel maggio 1945. Secondo la commissione Schieder della Repubblica Federale di Germania, la popolazione civile della Prussia Orientale all'inizio del 1944 era di 2 653 000 persone. Questa contabilità, basata sulle tessere annonarie, includeva gli sfollati dei raid aerei dalla Germania Ovest e i lavoratori stranieri. Prima della fine della guerra furono evacuate circa 2 milioni di persone nell'autunno del 1944, di cui 500 000 nell'autunno del 1944 e 1.500 000 dopo il gennaio 1945. Si stima che circa 600 000 rimasero nella Prussia Orientale controllata dai sovietici, nell'aprile-maggio 1945.
Secondo uno studio del governo della Germania Occidentale del 1974, circa l'1% della popolazione civile fu uccisa durante l'offensiva sovietica. Il servizio di ricerca della Germania Ovest riferisce che 31 940 civili della Prussia Orientale, tra cui anche Memel, sono stati confermati uccisi durante l'evacuazione.

## Propaganda

### Tedesca

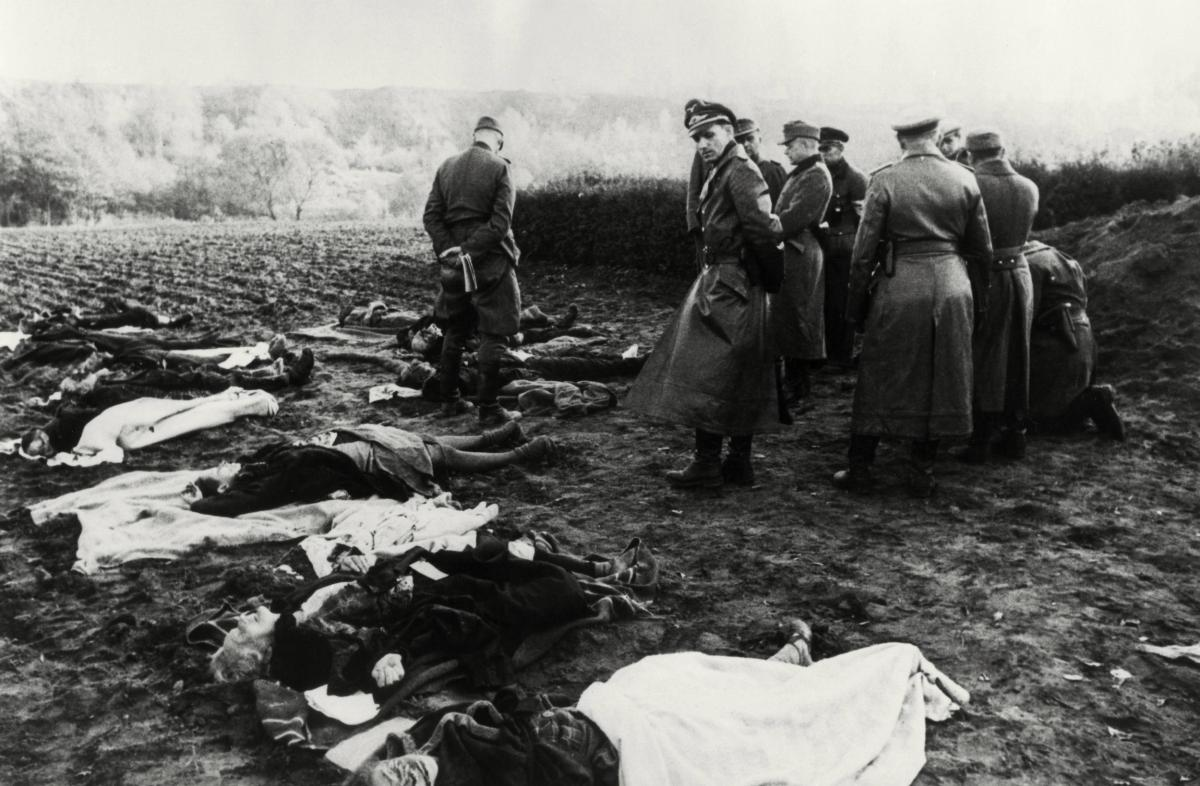
Tedeschi morti a Nemmersdorf.

L'Armata Rossa iniziò un'offensiva nella Prussia Orientale nell'ottobre 1944, ma fu temporaneamente respinta due settimane dopo. Successivamente, il Ministero del Reich per l'istruzione pubblica e la propaganda riferì che nei villaggi della Prussia Orientale, in particolare a Nemmersdorf, erano stati commessi crimini di guerra, dove gli abitanti erano stati violentati e uccisi dall'avanzata sovietica. Poiché lo sforzo bellico nazista aveva in gran parte privato la popolazione civile degli uomini normodotati per il servizio militare, le vittime dell'atrocità furono principalmente uomini anziani, donne e bambini. Dopo il ritiro sovietico dall'area, le autorità tedesche inviarono troupe cinematografiche per documentare l'accaduto e invitarono osservatori stranieri come ulteriori testimoni. Un film documentario tratto dalle riprese ottenute durante questo sforzo è stato realizzato e proiettato nei cinema della Prussia Orientale, con l'intenzione di fanatizzare la determinazione civile e militare nella resistenza ai sovietici. Una campagna d'informazione nazista sulle atrocità di Nemmersdorf, così come su altri crimini commessi nella Prussia Orientale, convinse i civili rimasti a non farsi prendere dall'avanzata del nemico.

### Sovietica
Gli omicidi di prigionieri di guerra dell'Asse e di civili tedeschi sono noti da casi presso i tribunali militari sovietici. Inoltre, quando le truppe sovietiche si trasferirono nella Prussia Orientale, un gran numero di Ostarbeiter ("lavoratori orientali") schiavi furono liberati e la conoscenza delle sofferenze e della morte di molti di questi lavoratori rafforzò l'atteggiamento di molti soldati sovietici nei confronti dei prussiani orientali.
Lev Kópelev, che prese parte all'invasione della Prussia Orientale, criticò aspramente le atrocità contro la popolazione civile tedesca. Per questo fu arrestato nel 1945 e condannato a dieci anni di Gulag per "umanesimo borghese" e per "pietà verso il nemico". Anche Aleksandr Solženicyn prestò servizio nella Prussia Orientale nel 1945 e fu arrestato per aver criticato Stalin e i crimini sovietici nella corrispondenza privata con un amico. Solženicyn fu condannato a otto anni in un campo di lavoro. Delle atrocità, Solženicyn scrisse: "Sapete molto bene che siamo venuti in Germania per vendicarci" delle atrocità tedesche commesse nell'Unione Sovietica.

## Evacuazione
I piani di evacuazione per alcune parti della Prussia Orientale furono pronti nella seconda metà del 1944. Consistevano sia in piani generali che in istruzioni specifiche per molte città. I piani riguardavano non solo i civili, ma anche l'industria e il bestiame.

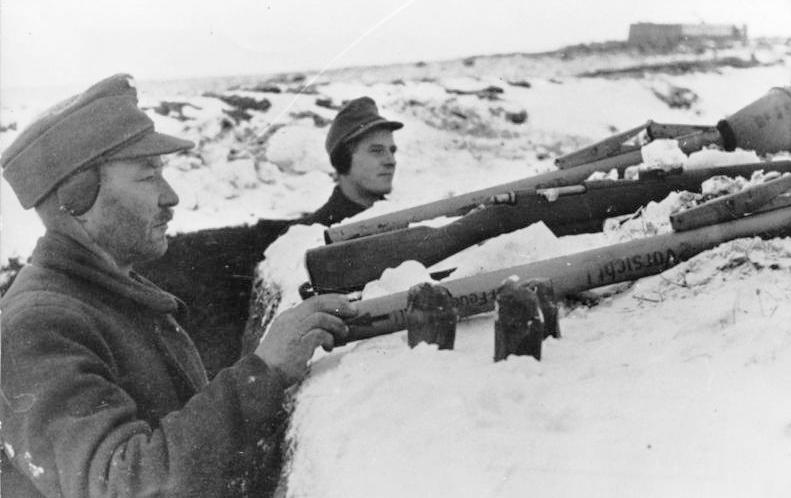
Le Truppe d'assalto popolari nella Prussia d'Oriente.

Inizialmente, Erich Koch, il Gauleiter della Prussia Orientale, proibì l'evacuazione dei civili (fino al 20 gennaio 1945) e ordinò che i civili che tentavano di fuggire dalla regione senza permesso venissero immediatamente fucilati. Qualsiasi tipo di preparazione da parte dei civili veniva considerata come disfattismo e Wehrkraftzersetzung (indebolimento del morale militare). Koch e molti altri funzionari nazisti furono tra i primi a fuggire durante l'avanzata sovietica. Tra il 12 gennaio e la metà di febbraio 1945 quasi 8,5 milioni di tedeschi fuggirono dalle province orientali del Reich. La maggior parte dei rifugiati erano donne e bambini diretti verso le parti occidentali della Germania, trasportando merci su mezzi di trasporto improvvisati, come vagoni e carretti di legno, poiché tutti i veicoli a motore e il carburante erano stati confiscati dalla Wehrmacht a l'inizio della guerra. Dopo che l'Armata Rossa raggiunse la costa della laguna della Vistola vicino a Elbląg il 23 gennaio 1945, tagliando la strada via terra tra la Prussia Orientale e i territori occidentali, l'unico modo per partire era attraversare la laguna ghiacciata della Vistola per raggiungere i porti di Danzica o Gotenhafen per essere evacuati dalle navi che prendevano parte all'Operazione Annibale. Mescolati con le unità della Wehrmacht in ritirata, e senza alcun camuffamento o riparo, i rifugiati furono attaccati da bombardieri e aerei da caccia sovietici. Molti carri sfondarono il ghiaccio crivellato dalle bombe che copriva l'acqua salmastra. Inoltre con le carovane furono evacuati i cavalli e i guardiani degli allevamenti di Trakehner. L'evacuazione fu gravemente ostacolata dalle unità della Wehrmacht, che intasarono strade e ponti.
I restanti uomini di età compresa tra i 16 ei 60 anni furono immediatamente incorporati nel Volkssturm. Tuttavia, alcuni membri del Volkssturm, senza conoscenze e addestramento militare di base, fuggirono nei boschi, sperando semplicemente di sopravvivere. Anche i treni dei profughi in partenza dalla Prussia Orientale erano estremamente affollati e, a causa delle temperature molto basse, i bambini spesso morivano congelati durante il viaggio. L'ultimo treno di profughi lasciò Königsberg il 22 gennaio 1945.
Lo scrittore militare britannico Antony Beevor ha scritto, in Berlino 1945 (2002), che:
(Antony Beevor, Berlino 1945)

### Operazione Annibale

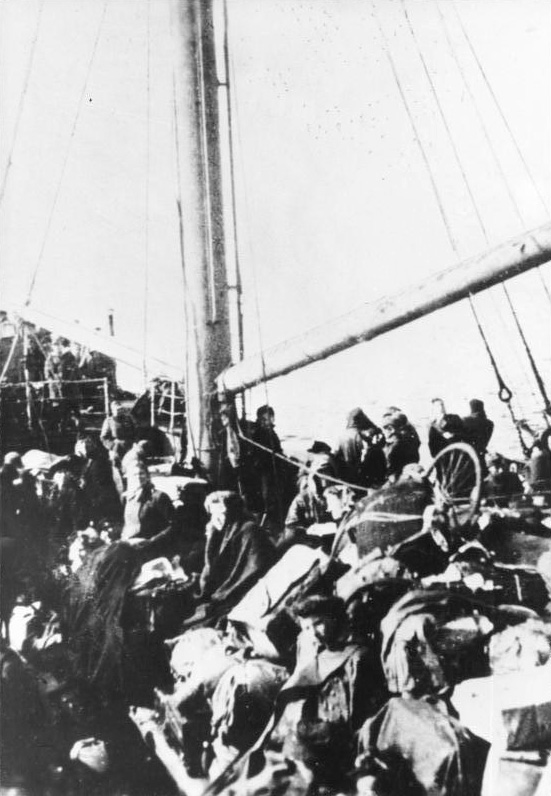
Rifugiati imbarcati a Pillau.

L'Operazione Annibale fu un'operazione militare iniziata il 21 gennaio 1945, su ordine dell'ammiraglio Karl Dönitz, con il ritiro di truppe e civili tedeschi dalla Curlandia, dalla Prussia Orientale e dal corridoio polacco. L'ondata di profughi trasformò l'operazione in una delle più grandi evacuazioni di emergenza via mare della storia: in un periodo di 15 settimane, tra le 494 e le 1 080 navi mercantili di tutti i tipi e numerose imbarcazioni navali, comprese le più grandi unità navali rimaste in Germania, trasportarono circa 800 000-900 000 rifugiati e 350 000 soldati attraverso il Mar Baltico verso la Germania e la Danimarca occupata. Questa evacuazione fu una delle attività più significative della Kriegsmarine durante la guerra.
La più grande perdita di vite umane registrata per affondamento di una nave si verificò durante questa operazione, quando la nave ospedale Wilhelm Gustloff fu colpita da tre siluri del sottomarino sovietico S-13 nel Mar Baltico nella notte del 30 gennaio 1945. Affondò in meno di 45 minuti; le cifre relative al numero di morti variano da 5 348, a 7 000 o 9 400 I 949 sopravvissuti furono salvati dalle navi della Kriegsmarine guidate dall'incrociatore Admiral Hipper, anche se si sostiene che "la grande nave da guerra non poteva rischiare di navigare in cappa, con un sottomarino nelle vicinanze". Inoltre, il 10 febbraio, lo Steuben lasciò Pillau con a bordo 2 680 profughi; fu colpito dai siluri subito dopo la partenza, uccidendo quasi tutti a bordo.

## Königsberg

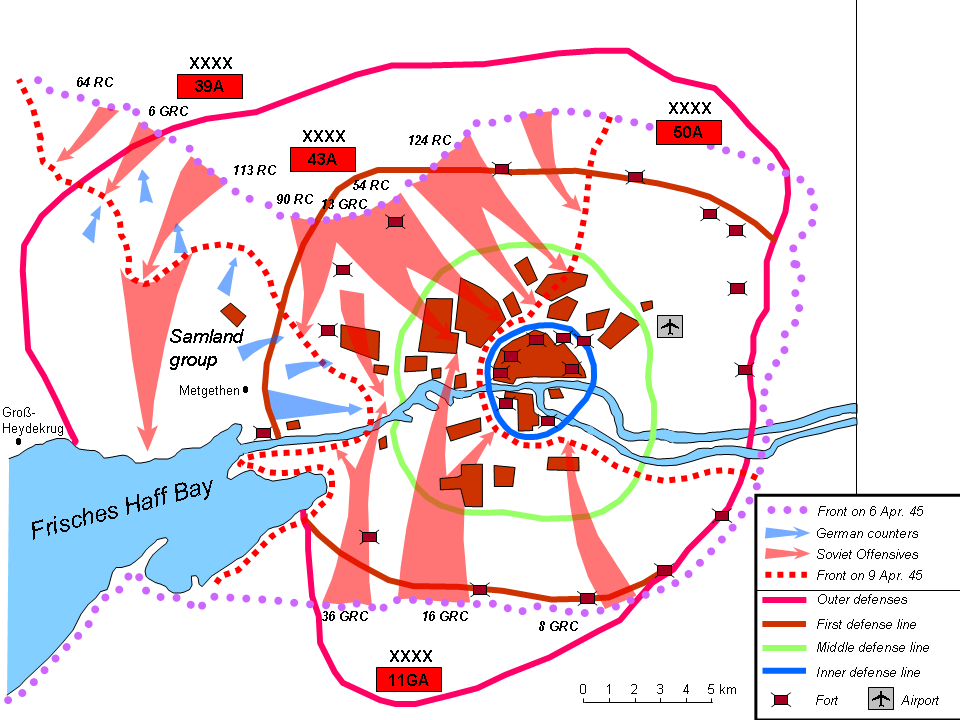
Assalto sovietico a Königsberg dal 6 al 9 aprile 1945.

Il 24 gennaio 1945, il 3º Fronte bielorusso, guidato dal generale Černjachovskij, circondò la capitale della Prussia Orientale, Königsberg. La 3. Panzerarmee e circa 200 000 civili rimasero intrappolati all'interno della città. In risposta a ciò, il generale Georg-Hans Reinhardt, comandante del Gruppo d'armate Centro, avvertì Hitler dell'imminente minaccia sovietica, ma il Führer si rifiutò di agire. A causa del rapido avvicinamento del 2º Fronte bielorusso guidato dal generale Rokossovskij, le autorità naziste di Königsberg decisero di inviare treni pieni di profughi ad Allenstein, senza sapere che la città era già stata catturata dal 3º Corpo di cavalleria delle guardie.
Durante l'assalto sovietico il cordone litorale della Vistola divenne l'ultima via di fuga verso ovest. Tuttavia, i civili che tentavano di fuggire lungo la striscia di costa venivano spesso intercettati e uccisi dai carri armati e dalle pattuglie sovietiche. Ogni giorno duemila civili lasciavano Königsberg e cercavano di raggiungere la già affollata città di Pillau. L'ultimo assalto sovietico a Königsberg iniziò il 2 aprile con un pesante bombardamento della città. La via terrestre verso Pillau fu nuovamente interrotta e i civili che erano ancora in città morirono a migliaia. Alla fine, la guarnigione tedesca si arrese il 9 aprile e, come scrisse Beevor:

## Crimini
Gli omicidi e gli stupri ampiamente pubblicizzati da parte dei sovietici in luoghi come Nemmersdorf portarono ad un grave grado di paura nell'intera popolazione tedesca della Prussia Orientale. Coloro che non riuscirono a sfuggire all'avanzata sovietica furono abbandonati al loro destino. I ricchi civili della Prussia Orientale venivano spesso fucilati dai soldati sovietici, i loro beni venivano rubati e le loro case date alle fiamme. Zachar Agranenko, un drammaturgo che prestava servizio come ufficiale di fanteria marina nella Prussia Orientale, scrisse:
Anche le donne russe liberate dai campi di lavoro forzato furono violentate dai soldati sovietici. Le unità di retroguardia degli eserciti sovietici in avanzata furono responsabili di gran parte dei crimini commessi dal personale dell'Armata Rossa. Ufficiali sovietici come Lev Kópelev, che cercarono di prevenire i crimini, furono accusati di pietà per il nemico e divennero prigionieri nei Gulag.
Questi atti di violenza furono influenzati dal desiderio di vendetta e punizione per i crimini commessi dai nazisti durante l'invasione dell'Unione Sovietica, guidati collettivamente dalla propaganda sovietica. La propaganda era uno stimolo mirato per il soldato sovietico e rifletteva la volontà delle autorità politiche dell'Unione Sovietica fino a Stalin. Non c'è dubbio che Stalin fosse consapevole di ciò che stava accadendo. Dato lo stretto controllo del Partito Comunista sulla gerarchia militare, i saccheggi e gli stupri in Prussia furono il risultato del comando sovietico a tutti i livelli. Solo quando Stalin capì che era nell'interesse dell'Unione Sovietica controllare il comportamento dell'Armata Rossa, prese provvedimenti per fermarlo.

## Conseguenze
Territori persi dalla Germania ceduti a Polonia e Unione Sovietica
     Attuali confini della Germania

Territori persi dalla Germania ceduti a Polonia e Unione Sovietica
Attuali confini della Germania

L'Armata Rossa eliminò tutti i salienti e prese il controllo della Prussia Orientale nel maggio 1945. Il numero esatto dei civili morti non è mai stato determinato, ma si stima che sia almeno 300 000 Tuttavia, la maggior parte degli abitanti tedeschi, che a quel tempo erano costituiti principalmente da bambini, donne e anziani, riuscirono a sfuggire all'Armata Rossa come parte del più grande esodo di persone della storia umana. Antony Beevor ha detto:
La commissione Schieder nel 1953 stimò le vittime della campagna del 1945 in 30 000 civili morti nella Prussia Orientale, e le perdite civili complessive nell'intera regione dell'Oder-Neiße in 75-100 000.
I dati dell'Ufficio Federale di Statistica della Repubblica Federale di Germania del 1958 stimavano le perdite civili totali nella Prussia Orientale di 299 200, di cui 274 200 nelle espulsioni dopo il maggio 1945 e 25 000 durante la guerra. Secondo lo Statistisches Bundesamt, su una popolazione prebellica di 2 490 000 abitanti, circa 500 000 morirono durante la guerra, di cui 210 000 militari morti e 311 000 civili morirono durante la fuga in tempo di guerra, l'espulsione postbellica dei tedeschi e lavoro forzato in Unione Sovietica; 1.200 000 riuscirono a fuggire nella parte occidentale della Germania, mentre circa 800 000 abitanti prima della guerra rimasero nella Prussia Orientale nell'estate del 1945. La cifra di 311 000 civili morti è inclusa nella stima complessiva di 2,2 milioni di morti per espulsione, spesso citata nella letteratura storica.
Il servizio di ricerca della Germania Ovest pubblicò nel 1965 il suo rapporto finale in cui descriveva dettagliatamente le perdite della popolazione civile tedesca a causa della fuga e delle espulsioni. Il governo della Repubblica Federale di Germania ne autorizzò il rilascio nel 1986 e un riassunto dei risultati fu pubblicato nel 1987 dallo studioso tedesco Gert von Pistohlkors. Secondo il servizio di ricerca della Germania Occidentale, la popolazione civile della Prussia Orientale (inclusa Memel) prima della fuga e delle espulsioni era di 2 328 947 persone. Si stima che i civili morti e dispersi siano 514 176 persone. Il numero dei morti accertati è stato di 123 360 (9 434 morti violente, 736 suicidi, 9 864 morti per deportazione, 7 841 nei campi di internamento, 31 940 morti durante la fuga in tempo di guerra, 22 308 durante le espulsioni e 41 237 per cause sconosciute). Ci sono stati altri 390 816 casi di persone denunciate come scomparse la cui sorte non poteva essere chiarita. Alcuni storici tedeschi sostengono che i dati dei servizi di ricerca dei morti accertati forniscono una visione realistica delle perdite totali dovute alla fuga e alle espulsioni; ritengono inattendibili i casi di persone denunciate come scomparse la cui sorte non è stata chiarita. Lo storico tedesco Rüdiger Overmans sostiene che i fondamenti statistici del servizio di ricerca del governo della Germania Ovest risultano inaffidabili; ritiene che siano necessarie nuove ricerche sul numero di morti per espulsione. Tuttavia, il governo tedesco e la Croce Rossa tedesca continuano a sostenere che le cifre più elevate che includono le persone denunciate come scomparse la cui sorte non è stata chiarita sono corrette.
L'Archivio federale ha stimato che circa l'1% (100-120 000 degli 11-12 milioni di popolazione civile tedesca stimata) nella regione dell'Oder-Neiße persero la vita a causa dell'attività militare nella campagna 1944-1945 e delle uccisioni deliberate da parte delle Forze sovietiche.
Secondo altre fonti, nell'estate del 1945 nella Prussia Orientale vivevano ancora circa 800 000 tedeschi. La brutalità dell'Armata Rossa nei confronti dei civili durante la campagna della Prussia Orientale, insieme ad anni di propaganda nazista riguardo all'Unione Sovietica, portarono molti soldati tedeschi sul fronte orientale a credere che "non potesse esserci alcuno scopo nel sopravvivere alla vittoria sovietica". Questa convinzione spinse molti soldati tedeschi a continuare a combattere anche se credevano che la guerra fosse persa, e ciò contribuì ad aumentare le vittime sovietiche.
La maggior parte dei tedeschi che non furono evacuati durante la guerra furono espulsi dalla Prussia Orientale e dagli altri territori ex tedeschi a est della linea Oder-Neiße negli anni immediatamente successivi alla fine della seconda guerra mondiale, come concordato dagli Alleati alla conferenza di Potsdam, perché, secondo le parole di Churchill:
Dopo la seconda guerra mondiale, come convenuto anche alla conferenza di Potsdam (che si riunì dal 17 luglio al 2 agosto 1945), tutta l'area ad est della linea Oder-Neiße, riconosciuta dalla comunità internazionale come parte della Germania prima del 1933 o occupata dalla Germania durante la seconda guerra mondiale, fu posto sotto la giurisdizione di altri paesi. Il paragrafo rilevante riguardante la Prussia Orientale nell'accordo di Potsdam è:
The Conference has agreed in principle to the proposal of the Soviet Government concerning the ultimate transfer to the Soviet Union of the City of Koenigsberg and the area adjacent to it as described above subject to expert examination of the actual frontier.
La Conferenza ha perciò convenuto di trasferire all'Unione Sovietica la città di Königsberg e l'area adiacente a essa come sopra descritta, sulla base di un attento esame della frontiera attuale.
Il Presidente degli Stati Uniti e il Primo Ministro britannico hanno dato il loro assenso alla Conferenza per trovare un accordo su questo punto.»
(VI. CITTÀ DI KÖNIGSBERG E AREA ADIACENTE)